# Paul Hazard
Paul Hazard (Noordpeene Village, 30 de agosto de 1878—París, 12 de abril de 1944), fue un hombre de letras, historiador y ensayista francés.

## Trayectoria
Su padre y su abuelo fueron profesores en Noordpeene, en la Flandes francesa. Paul empezó en la escuela del pueblo e hizo la prueba de acceso en Arnèke. Empezó como alumno de clásicas en el instituto de Armentières, que hoy lleva su nombre. Tras estar en la Escuela normal superior (calle Ulm), consiguió una agregación en letras.
Docente universitario desde 1904, escribió en 1910 su tesis doctoral sobre el influjo de la Revolución francesa en la literatura italiana. Fue catedrático en la universidad de Lyon. Luego, profesor en la Sorbona desde 1913, aunque fue movilizado durante la Primera Guerra Mundial en 1914; retomó en 1919 su puesto.
En 1921 fundó, con Fernand Baldensperger, la Revue de littérature comparée. Desde 1925 fue titular de la cátedra de literatura moderna y comparada de Europa meridional y de América Latina en el Colegio de Francia. Por otro lado, y ligado a su Flandes natal, fue partidario de la enseñanza del flamenco.
Miembro electo de la Academia Francesa desde 1940, Hazard no llegó a leer su discurso como académico, debido a la ocupación nazi. La vida bajo la ocupación alemana arruinó su salud y murió el 12 de abril de 1944, poco antes de la liberación.
Fue muy viajero: estuvo tres años en Roma y viajó varias veces a América a dar conferencias y cursos. Empezó publicando sobre Italia, sus relaciones sobre la Revolución y Leopardi. Con Joseph Bédier, publicó Histoire de la littérature française.
Estudió, además de a Stendhal y Hugo, a figuras centrales de las literaturas románicas como Cervantes. El sur europeo le fascinó.

## Obra
Su principal obra es La Crisis de la conciencia europea (1680-1715), de 1935, que alcanzó gran repercusión en la historiografía y es constantemente citada. Según dice allí, "Europa es un pensamiento que nunca se contenta, que no tiene piedad por sí mismo, que busca por un lado el bienestar y por otro, la verdad, que es más indispensable y querida". Hazard ha influido en la historia de la filosofía, la de la ciencia y la de la literatura por acertar a definir un periodo clave, el preilustrado de 1680 a 1715, a través de su ambiente intelectual y sus pensadores clave. En ese momento aparece un nuevo dinamismo, un ímpetu de una batalla, anterior a 1715, que repercute en el Siglo de las Luces: "un período tan denso y cargado que parece confuso", y del que brotan la corriente racionalista y la corriente sentimental que cruzarán todo el siglo.
Complemento de este trabajo es su libro póstumo, extenso, El pensamiento europeo en el siglo XVIII, que fue traducido como el anterior por Julián Marías, para la Revista de Occidente, en 1946, donde muestra cómo se produce un "fenómeno de difusión sin igual" desde 1715, fecha de cierre del libro anterior.
Se publicó también póstumamente un estudio suyo, hecho no sólo como buen ilustrado, sobre la literatura infantil: en Los libros, los niños y los hombres destaca libros de Perrault, Defoe, Swift, Grimm, Andersen, Lewis Carroll, Stevenson o Collodi. Pese a ciertos textos aislados, como el de J. R. Jiménez, no encuentra referencias españolas a esa literatura, como sucedió en el sur europeo en general, lo que es objeto del capítulo III, pues falta en el sur la idea de la infancia como "isla venturosa, cuya felicidad hay que proteger".
Este historiador afamado hizo una incursión en la novela con Maman.

## Algunas publicaciones
- La Révolution française et les lettres italiennes, 1789-1815. Tesis leída en la Facultad de Letras de Lyon (1910)
- Giacomo Leopardi (1913)
- La Ville envahie (1916)
- L'Italie vivante (1923)
- La Vie de Stendhal (1928)
- Avec Victor Hugo en exil (1930)
- Don Quichotte de Cervantès: étude et analyse (1931)
- La Crise de la conscience européenne: 1680-1715 (1935)
- Le visage de l'enfance (1938)
- Quatre études: Baudelaire. Romantiques. Sur un cycle poétique. L'Homme de sentiment (1940)
- La Pensée européenne au XVIIIe siècle. De Montesquieu à Lessing, Fayard, 1946. Texto disponible en Internet (en francés)
- Les Livres, les enfants et les hommes (1949)

## Traducciones
- Hazard, Paul (1991). El pensamiento europeo en el siglo XVIII. Alianza. ISBN 978-84-206-2434-1.

- Hazard, Paul (1988). La crisis de la conciencia europea (1680-1715). Alianza. ISBN 978-84-206-2562-1.
- Hazard, Paul (1988). Los libros, los niños y los hombres. Juventud. ISBN 978-84-261-0072-6.